# Ленка Удовички
Ленка Удовички (Београд, 1. јануар 1967) српска је позоришна и оперска режисерка и глумица. Уметнички је директор позоришта Улисис са Бриона и суоснивач одсека за глуму на Ријечком Свеучилишту. У јавности је позната и као супруга чувеног глумца Радета Шербеџије.

## Биографија
Ленка Удовички рођена је 1967. године у Београду. Мајка јој је Боливијка, а отац Лазар Удовички, учесник Шпанског грађанског рата, Француског покрета отпора, Народноослободилачке борбе и друштвено-политички радник СФР Југославије. Има три сестре и брата и сестру из очевог првог брака. Једна од Ленкиних сестара је позната економисткиња и српска политичарка Кори Удовички. Као мала, Ленка је често боравила у Боливији.
Свог супруга Радета Шербеџију упознала је 1990. године у Суботици, на извођењу позоришне представе „Краљ Едип”. Са њим има три ћерке, Нину, Вању и Милицу.
Честа путовања у детињству помогла су Ленки да се прилагоди номадском начину живота, какав је породица Шербеџија-Удовички водила пошто су, због политичке ситуације после распада Југославије, 1992. године напустили Београд и отпутовали у Љубљану. Убрзо напуштају и Љубљану и селе се у Лондон, где су се Радету пружиле нове пословне прилике. Тамо су упознали глумицу Ванесу Редгрејв, с којом су једно време живели, а касније основали Moving Theater Company.
Из Лондона породица се селила у Лос Анђелес, Санта Монику и Вествуд. Своје непрестано сељење завршавају на Брионима, где Ленка и Раде почињу заједничке пословне пројекте. Оснивају позориште Улисис (Ulysses).
Од 2012. године са супругом живи у Ријеци, где је од 2012. do 2019. радила као доцент на Академији примењених уметности ријечког Свеучилишта, где су она и Раде покренули студије глуме. на одсеку за глуму који су основали она и Раде.

## Образовање
После завршене средње школе, Ленка је уписала студије позоришне режије на Факултету драмских уметности у Београду. Након дипломирања почела је да режира представе у београдским и позориштима широм тадашње Југославије.

## Професионални рад
Своју каријеру Ленка је градила у Уједињеном Краљевству, Америци, Хрватској и Србији. Каријеру је започела у Београду, одмах по завршетку студија. У иностранству се истакла режијом великих књижевних дела каква су „Олуја” Вилијама Шекспира у лондонском Глоуб театру (енг. Globe Theatre) и класик Влијама Волтона „Хенри V” у дворани Ватрослав Лисински у Загребу. У Лондону је радила и у Енглеској Националној Опери (енг. English National Opera). Године 1984. са Венесом и Корином Редгрејвом основала је Moving Theater Company. У склопу ове организације Ленка Удовички је режирала неколико позоришних представа.
Преселивши се у Америку, Ленка наставља каријеру у Лос Анђелесу. Радила је у градском позоришту и паралелно на калифорнијском институту за уметност, где је предавала на катедри за режију. Године 2009. у Америци је режирала представу „Медеја”, са којом је учествовала на познатом фестивалу УКЛА (UCLA Festival of Preservation).
По повратку у Хрватску, 2011. године режира перформанс-представу „Нераскидиве нити”, са којом је постигла велики успех. Године 2012. постаје директор позоришта Улисис, које је основао њен супруг Раде Шербеџија у сурадњи с драматургом Бориславом Вујичићем. Као прву представу у том позоришту Ленка је режирала Шекспировог „Краља Лира”. Ова представа постала је заштитни знак Улисиса. „Краљ Лир” је само једно у низу Шекспирових дела које је Ленка режирала за ово брионско позориште.

## Највећи успеси
Нека од највећих успеха Ленке Удовички су партнерства у оснивању позоришта и студија глуме:
- Moving Theater Company у Лондону
- Ulysses на Брионима

Један од највећих успеха свакако је и ангажована перформанс-представа „Нераскидиве нити”, која истиче право на живот, проговара о истини и тиме прикупља огромну подршку свих жена које су прошле кроз проблеме незапослености и неравноправности у сваком смислу.
У највеће успехе Ленке Удовички такође се убрајају и режије према Шекспировим делима, остварене у позоришту Улисис.

## Активизам
Ленка Удовички је 2011. године режирала перформанс-представу Нераскидиве нити: раднице у култури за раднице Каменског којом је истакла статус бивших радница у загребачкој фабрици текстила „Каменско”. Представа се прославила јер описује борбу тадашњих радница „Каменског” за опстанак фабрике, чак и штрајком глађу и спавањем пред фабриком. Фабрика је ипак отишла у стечај, и у спомен на ову и сва остала пропала предузећа Ленка је одлучила да направи представу. Представа је играна и у Загребу и Опатији. Приређена је први пут за Дан жена 2011. године, у загребачкој „Творници културе”, у знак подршке радницама „Каменског”. Ленка Удовички је ову перформанс-представу осмислила уз драматуршку сурадњу са Наташом Говедић. Руку подршке женама "Каменског" пружиле су бројне загребачке и опатијске уметнице.
Ленка Удовички једна је од потписника Декларације о заједничком језику Хрвата, Срба, Бошњака и Црногораца из 2017. године.